# رود ایسوا
رود ایسوا (به لاتین: Isawa River) یک رود در ژاپن است که در استان ایواته واقع شده‌است.